# États généraux de 1588-1589
Ne doit pas être confondu avec les États généraux de 1576-1577 (premiers États généraux de Blois).
Les États généraux de 1588-1589 (ou États généraux de Blois) sont une réunion extraordinaire convoquée par le roi de France Henri III, sur fond de lutte entre les différentes factions de la huitième guerre de religion (la Ligue catholique contre l'autorité royale, soupçonnée d'être plus compréhensive envers les protestants). Ils se déroulèrent à Blois entre le 16 octobre 1588 et le 16 janvier 1589. Ils furent marqués par l'assassinat du duc Henri Ier de Guise (Henri le Balafré) sur ordre du roi.

## Contexte
La huitième guerre de religion, dite aussi guerre des trois Henri, éclate en 1585. Le principal problème est celui de l'héritier à la couronne de France : Henri III n'ayant pas d'enfant et c'est son cousin au vingt-et-unième degré, Henri de Bourbon, roi de Navarre, qui doit lui succéder selon la loi salique. Or Henri de Navarre est le chef du parti huguenot. Par peur de voir un protestant monter sur le trône de France, des catholiques intransigeants ont créé, en 1584, la Ligue, dirigée par Henri de Lorraine, duc de Guise, surnommé le Balafré, dont le but est d'extirper l'hérésie du royaume.
Les relations entre le roi de France, Henri III (1574-1589), et la Ligue se sont très vite tendues. Les ligueurs reprochent au roi son manque d'énergie dans la lutte contre le protestantisme, ainsi que des faveurs trop grandes faites à ses mignons, comme le duc d'Épernon.
Au début de 1588, la situation s'est beaucoup dégradée : par peur des complots contre sa personne, Henri III a interdit au duc de Guise de venir à Paris. Mais le duc entre dans la capitale le 9 mai. S'ensuit, le 12 mai 1588, une violente émeute à Paris contre les soldats du roi, connue sous le nom de journée des barricades.
Le 13 mai 1588, Henri III s'enfuit à Chartres. Il essaie de calmer les ligueurs en signant l'Edit d'union, en juillet, dans lequel il exclut Henri de Navarre de la succession royale et où il rappelle sa mission de lutte contre le protestantisme.
C'est à ce moment qu'Henri III convoque les États généraux, initialement prévus pour le 15 septembre, à Blois. On considère parfois que les Ligueurs auraient imposé à Henri III cette réunion des États généraux. Il est en fait plus probable qu'elle ait été un moyen pour le roi de reprendre l'initiative et de se donner une nouvelle légitimité, en jouant la province, moins ligueuse, contre Paris.

## Campagne électorale et élections
On est très mal renseigné sur les élections qui eurent lieu en août et en septembre à travers tout le royaume. Selon l'historien de la Ligue Jean-Marie Constant, « les Guises et les ligueurs [...] se jetèrent dans une formidable campagne électorale dont les protestants furent pratiquement exclus et qui opposa ligueurs et partisans du roi. »
Le résultat fut un grand succès pour la Ligue. La grande majorité des députés du tiers état et du Clergé étaient des ligueurs, à l'image de leurs présidents : La Chapelle-Marteau, prévôt des marchands de Paris, les cardinaux de Bourbon et de Guise pour le Clergé. Seul l'ordre de la noblesse était à peu près partagé entre ligueurs et candidats du roi.

## Le déroulement des États généraux
Après une immense procession réunie le 2 septembre, la séance inaugurale eut lieu le 16 octobre dans la grande salle du château de Blois.
Pour le roi, l'enjeu était de faire voter par les États généraux des subsides, afin de lui permettre de faire la guerre contre les huguenots. Les députés au contraire, principalement ceux du tiers état, ordre non privilégié, exigeaient la baisse du montant de la taille : pour eux, l'on pouvait trouver de l'argent pour la guerre en réorganisant les finances royales.
Selon J.-M. Constant, les États généraux ont vu se dérouler une réelle « crise constitutionnelle ». En effet, les députés ligueurs voulaient contrôler les finances de la monarchie, mais aussi les nominations au Conseil du roi, principale prérogative du monarque. L'historien soutient que tous ces bouleversements institutionnels étaient désirés avant tout par le tiers état, et que le duc de Guise, en grand noble, ne se préoccupait pas du tout de changer quoi que ce soit au fonctionnement du gouvernement de l'État. Pour lui, l'objectif était de se faire nommer connétable de France par les députés  et que l'on trouve des subsides pour lui permettre de lutter contre les protestants.
Toutefois, Henri III pensait que le duc de Guise incitait les députés à s'opposer à lui et qu'il était le principal danger pour la monarchie. 

## L'assassinat du duc de Guise
Le principal événement des États généraux de Blois fut donc l'assassinat, sur ordre du roi, du duc de Guise. La chose fut réalisée le 23 décembre 1588, dans l'antichambre de la chambre du roi, au château de Blois, alors que Guise était venu prendre part au Conseil. Il fut poignardé par huit des Quarante-Cinq, cette garde rapprochée d'Henri III.
Le roi fit ensuite exécuter le frère du duc, le cardinal de Guise, et arrêter les principaux députés ligueurs.
Les États généraux se clôturèrent donc le 16 janvier 1589 sur un échec.